# Prisma triangular aumentado
Em geometria, o prisma triangular aumentado é um dos sólidos de Johnson (J49). Como o nome sugere, pode ser construído aumentando-se um prisma triangular ao juntar-se uma pirâmide quadrada (J1) a uma de suas faces. O sólido resultante tem uma semelhança superficial a um girobiprisma triangular (J26), que diferente do prisma triangular aumentado, é construído juntando-se um outro prisma triangular e não uma pirâmide quadrada.